# آنتونی برجس
جان آنتونی برجس ویلسون (به انگلیسی: John Anthony Burgess Wilson) داستان‌نویس، آهنگساز و منتقد ادبی بریتانیایی بود.
برجس در شهر منچستر چشم به جهان گشود و در موناکو زندگی کرد.
از میان آثار وی می‌توان به پرتقال کوکی (۱۹۶۲)، عیسی ناصری (۱۹۷۷)، قدرت‌های زمینی (۱۹۸۰)، امپراتوری تبهکاران (۱۹۸۵) و تصویری از برج‌ها و باروها (۱۹۶۵) اشاره کرد.
برجس با زبان‌های گوناگونی آشنایی داشت و از آن‌ها در آثارش بهره می‌برد. وی همچنین زبان پارسی را به صورت خودآموزی فراگرفته بود و «سرزمین هرز» تی. اس. الیوت را به پارسی برگردانده بود که هیچگاه منتشر نشد.

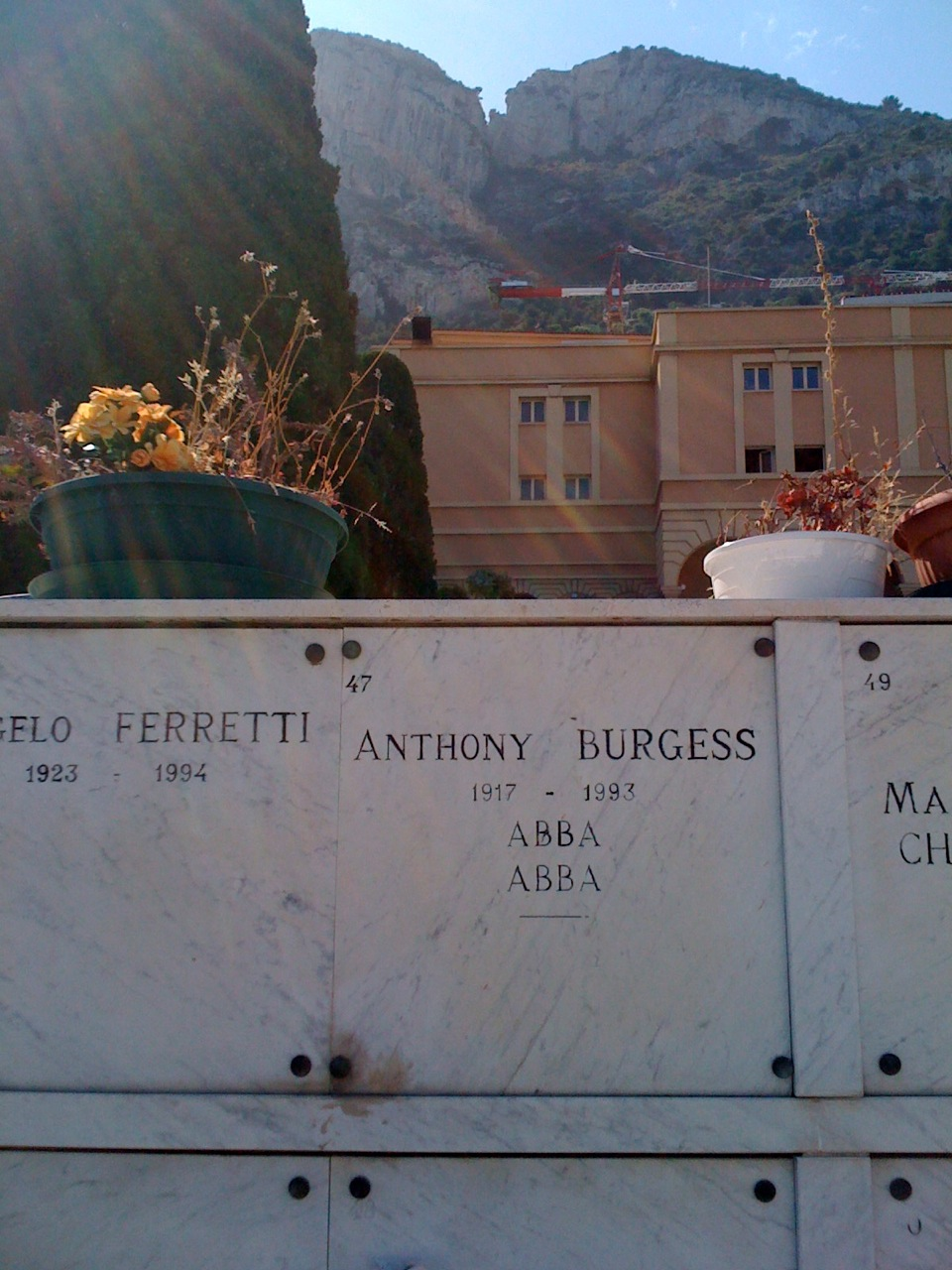
نشان قبر برجس در گور لانه‌کبوتری در قبرستان موناکو